# Cloud Appreciation Society
The Cloud Appreciation Society – stowarzyszenie założone przez Gavina Pretor-Pinney w Anglii w 2004. Powstała jako żart, a zrzeszająca ponad 49 tys. członków (w 2020) na całym świecie organizacja ma na celu szerzenie zainteresowania chmurami i podziwiania ich.
Serwis Yahoo! opisał witrynę stowarzyszenia jako the most weird and wonderful find on the internet for 2005 (najdziwniejsze i najwspanialsze znalezisko w Internecie roku 2005). Organizacja i jej założyciel zostały sfilmowane przez BBC w filmie dokumentalnym Cloudspotting, na podstawie książki Pretor-Pinney pt. The Cloudspotter's Guide.
Organizacja oferuje kilka poziomów członkostwa, zaś członkowie mogą m.in. otrzymywać newsletter, brać udział w corocznych konferencjach oraz mieć dostęp do kursów internetowych na temat chmur. Stworzona przez stowarzyszenie aplikacja na smartfon CloudSpotter nie tylko pomaga identyfikować chmury, ale także zdjęcia chmur wykonane przez użytkowników umożliwią NASA ustalenie dokładnej lokalizacji chmur w danym czasie i pomogą w badaniach ich wpływu na zmiany klimatu. Dzięki nadsyłanym przez członków organizacji zdjęciom w 2009 zidentyfikowano nowy rodzaj chmury, Asperitas, która ma zostać włączona do nowego wydania Międzynarodowego Atlasu Chmur publikowanego przez Światową Organizację Meteorologiczną w 2016.